# Елва
Елва (ест. Elva) је град и општина у округу Тарту, југоисточна Естонија. Град има популацију од 5.762 и површину од 9,92 км².
Елва има два већа језера. Језеро Вереви има пешчане и добро развијене плаже које су врло популаране лети, а језеро Арби има трском обрасле обале. Елва има једну школу, „Elva Gümnaasium“ која нуди образовање од 1. разреда средње школе до матуре.
Елва је основана убрзо након завршетка Тарту-Валга железнице која је изграђена од 1886. до 1889. године. Елва се први пут спомиње у естонским новинама у 1889, а добила је име по реци Елва која се спомиње у књигама већ у 17. веку. Дана 1. маја 1938. Елва добија статус града. Средиште града је тешко страдало у Другом светском рату, а у августу 1944. околина Елве била је бојно поље између немачке Панзер бригаде и Црвене армије. Елви су градска права обновљена 1965.
У граду живи познати естонијски биатлонац Роланд Лесинг.